# Castillo de Larnach

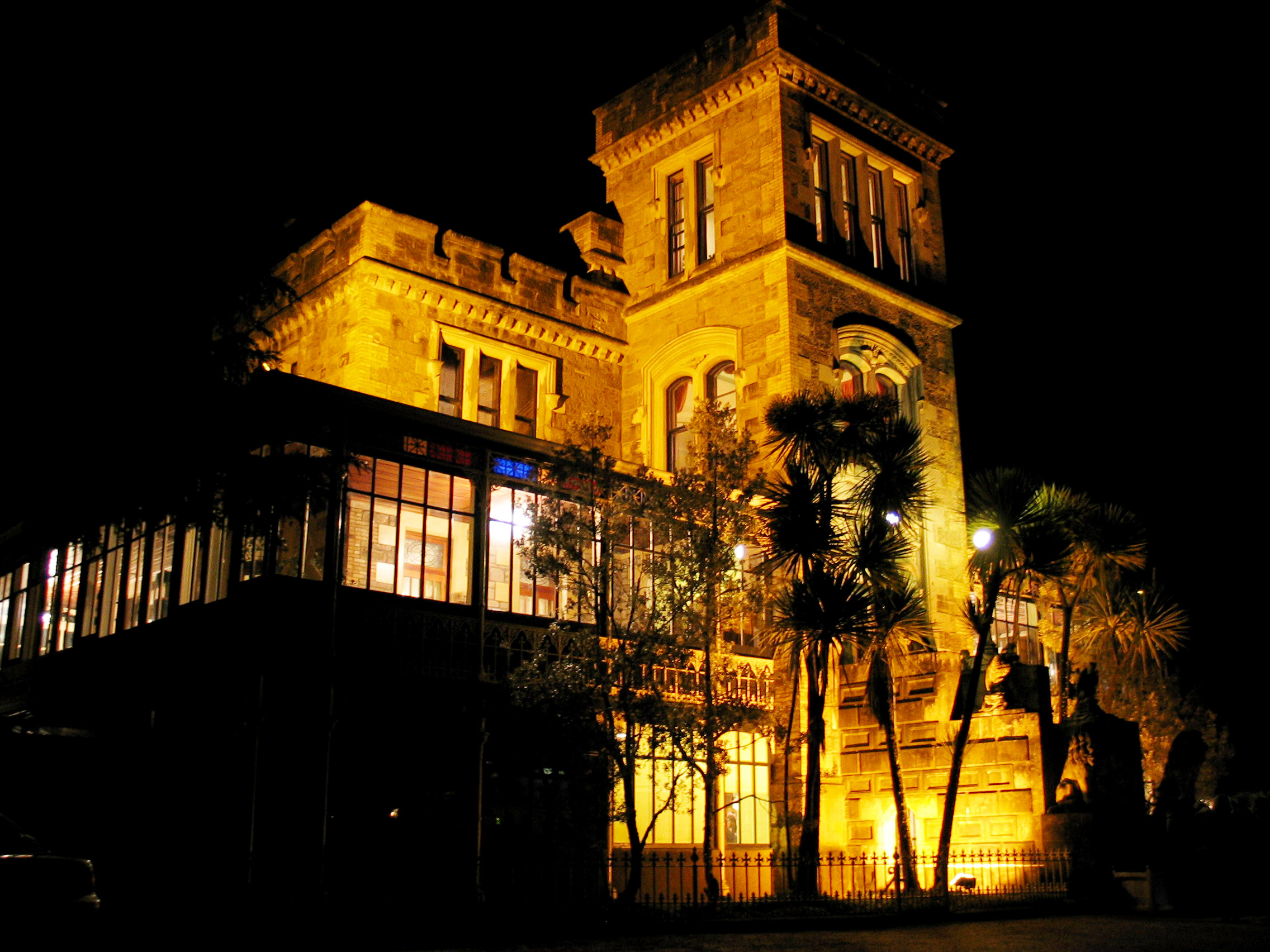
Castillo de Larnach de noche.

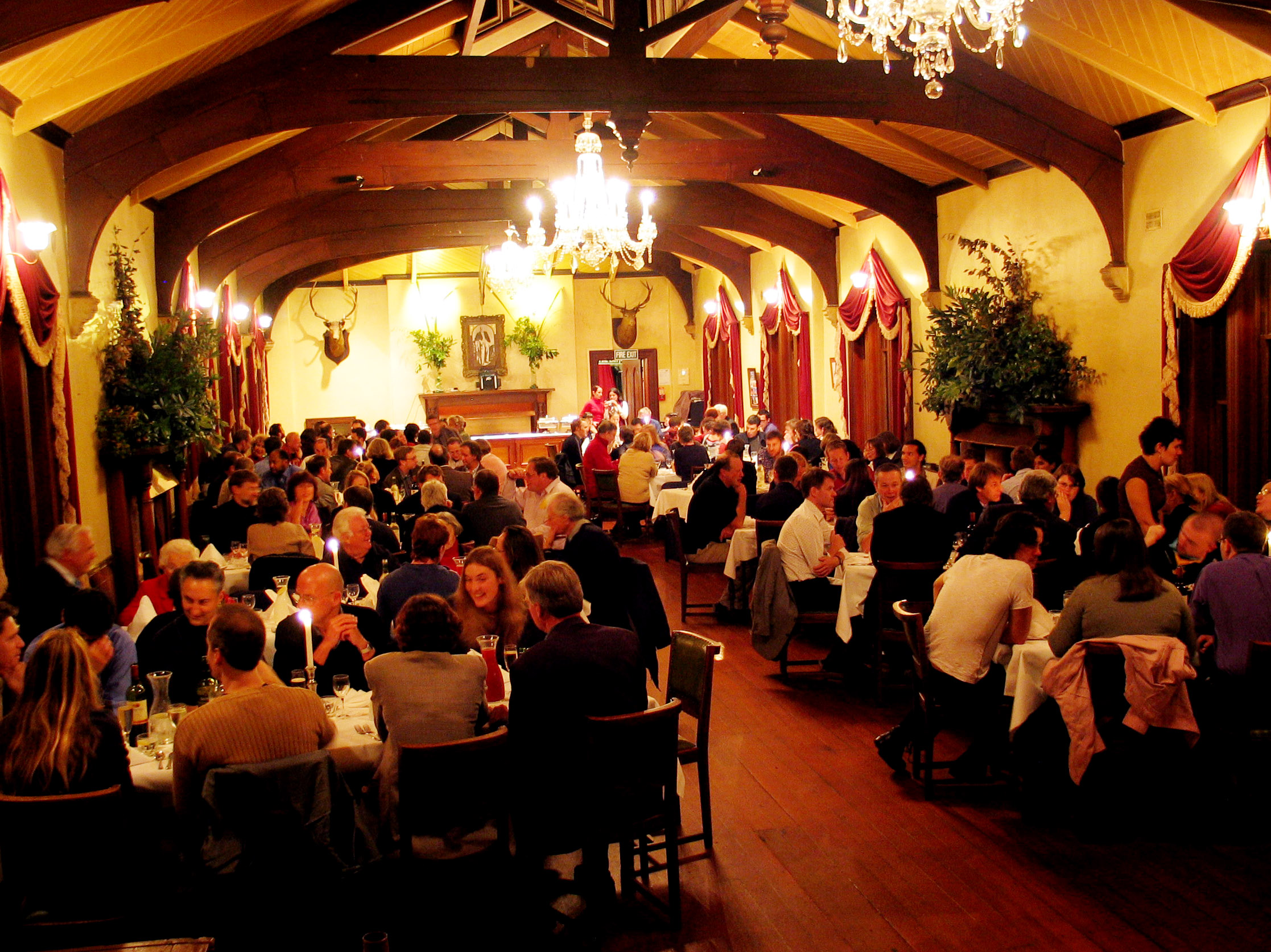
Dentro del salón de baile.

El Castillo de Larnach es una mansión situada en lo alto de una colina de la península de Otago dentro de los límites de la ciudad de Dunedin, Nueva Zelanda. Es uno de los únicos dos castillos que hay en Nueva Zelanda, el otro de los cuales (El castillo de Cargill, también en Dunedin) está ahora en ruinas. Por esto, el castillo de Larnach es considerado a menudo como el único castillo de Nueva Zelanda.
El castillo se construyó entre 1873 y 1887 como la residencia de William Larnach, un eminente empresario y político en la Nueva Zelanda colonial. Mucha de la construcción se realizó bajo la dirección del arquitecto local Robert Lawson, que era también responsable de muchos de los otros edificios finos en Dunedin. La mansión constaba de 43 habitaciones, más un salón de baile, y requería una plantilla de 46 criados.
Tristemente, el edificio, que Larnach mismo sencillamente llamaba El Campo, no le dio la felicidad. Después de una serie de desastres individuales y financieros se suicidó en los Edificios de Parlamento de Nueva Zelanda en octubre de 1898. El salón de baile del castillo es rondado supuestamente por el fantasma de la hija de Larnach Kate, que moría días después de su 21 de cumpleaños.  La construcción de este salón de baile fue precisamente como presente de este vigesimoprimer cumpleaños.
Tras muchos años de abandono y mal estado, el edificio fue comprado por Barry y Margaret Barker en 1967, y se ha devuelto desde entonces a su plena gloria.  Desde el castillo se pueden observar unas vistas espectaculares de la Península de Otago y el puerto de Otago, que está a 10 kilómetros por carretera del centro de ciudad.
El castillo y sus suelos están regularmente abiertos al público, y Castillo de Larnach es ahora visto como una de las joyas en el turista de Dunedin.